# Фукоксантин
Фукоксантин — химическое вещество с формулой C42H58O6, пигмент группы каротиноидов. Содержится в бурых, золотистых и диатомовых водорослях. 
Пигмент поглощает свет в основном от сине-зелёной до желто-зелёной части видимого спектра, достигая максимума на отметке 510—525 нм, по различным оценкам поглощение значительно в диапазоне от 450 до 540 нм. Фукоксантин активно используют в спортивных пищевых добавках, он способствует сжиганию жира в жировых клетках в белой жировой ткани за счёт увеличения активности белка UCP1.
Благотворное влияние фукоксантина на здоровье связано с тем что он препятствует процессам воспаления, а также ожирению, диабету и возможно снижает риск возникновения рака